# Ruído térmico
Ruído Johnson–Nyquist (ruído térmico, Johnson noise, ou Nyquist noise) é o ruído gerado pela agitação térmica de cargas no interior de um condutor eléctrico em equilíbrio. Este é independente da corrente aplicada.
O ruído térmico é aproximadamente branco, ou seja a sua densidade espectral de potência é aproximadamente constante ao longo do espectro de frequências. Adicionalmente o sinal é praticamente gaussiano.

## História
Este tipo de ruído foi originalmente  medido por John B. Johnson dos Bell Labs em 1928.  Ele descreveu suas descobertas para Harry Nyquist, também dos Bell Labs, que foi capaz de explicar os resultados.

## Tensão de ruído e potência
O ruído térmico deve ser distinguido do ruído de disparo, que consiste em flutuações de corrente adicionais que ocorrem quando uma corrente percorre um dispositivo eletrônico. O ruído térmico pode ser modelado por uma fonte de tensão em série com a resistência geradora de ruído. A densidade espectral de potência da tensão ou a variância da tensão (valor quadrático médio) por Hertz de largura de banda é dada por,
{\displaystyle {\bar {v}}_{n}^{2}=4k_{B}TR}
onde kB é a constante de Boltzmann em joules por kelvin, T é a temperatura absoluta da resistência em kelvins, e R é o valor da resistência em ohms.
Por exemplo uma resistência de {\displaystyle 1k} a uma temperatura de (16.7 C) tem um ruído (rms) de
{\displaystyle {\bar {v}}_{n}=4~\mathrm {nV} /{\sqrt {\mathrm {Hz} }}}.
Este valor é muitas vezes conhecido de cor por desenhadores de circuitos.
Para uma dada largura de banda, a raiz do valor quadrático médio (rms) da tensão, {\displaystyle v_{n}}, é dado por
{\displaystyle v_{n}={\bar {v}}_{n}{\sqrt {\Delta f}}={\sqrt {4k_{B}TR\Delta f}}}
onde {\displaystyle \Delta f} é a largura de banda em hertz sobre a qual o ruído é medido. Para uma resistência de {\displaystyle 1k\Omega } à temperatura ambiente o valor RMS da tensão de ruído é de 400 nV ou {\displaystyle 0.4\mu V}.
O ruído gerado pela resistência pode ser transferido para o restante circuito. A máxima transferência de potência acontece com adaptação de impedâncias, quando o equivalente de Thévenin do restante circuito for igual a resistência geradora de ruído. Neste caso a potência de ruído transferida para o circuito é dada por,
{\displaystyle P=k_{B}\,T\Delta f}
onde P é o ruído térmico em Watts. Note que este valor é independente da resistência geradora de ruído.

## Corrente de ruído
A fonte de ruído também pode ser modelado por uma fonte de corrente em paralelo com a resistência, se calcular-mos o equivalente de Norton que corresponde simplesmente a dividir por R. Daqui resulta que a raiz do valor quadrático médio da fonte de corrente será dada por,
{\displaystyle i_{n}={\sqrt {{4k_{B}T\Delta f} \over R}}}

## Ruído em frequências muito altas
As equações apresentadas são boa aproximações nas baixas frequências. Em geral, a densidade espectral de potência da tensão através de uma resistência R em {\displaystyle \mathrm {V^{2}/Hz} } é dada por:
{\displaystyle \Phi (f)={\frac {4Rhf}{e^{\frac {hf}{k_{B}T}}-1}}}
onde f é a frequência, h é a constante de Planck, kB é a constante de Boltzmann e T é a temperatura em Kelvins.

## References
1. ↑  
Mancini, Ron; others (2002). «Op Amps For Everyone» (PDF). Application Notes. Texas Instruments. pp. p. 148. Consultado em 6 de dezembro de 2006. Arquivado do original (PDF) em 16 de fevereiro de 2010. Thermal noise and shot noise (see below) have Gaussian probability density functions.  The other forms of noise do not.
2. ↑  J. Johnson, "Thermal Agitation of Electricity in Conductors", Phys. Rev. 32, 97 (1928) — the experiment
3. ↑  H. Nyquist, "Thermal Agitation of Electric Charge in Conductors", Phys. Rev. 32, 110 (1928) — the theory